# 大賴于達爾峰
61°28′03″N 8°18′37″E / 61.4676°N 8.3102°E
大賴于達爾峰是挪威的山峰，位於該國西南部韋斯特蘭郡，處於呂斯特，海拔高度2,168米，是該國第七十高峰，人類在1906年8月17日首次登頂。